# Gouda

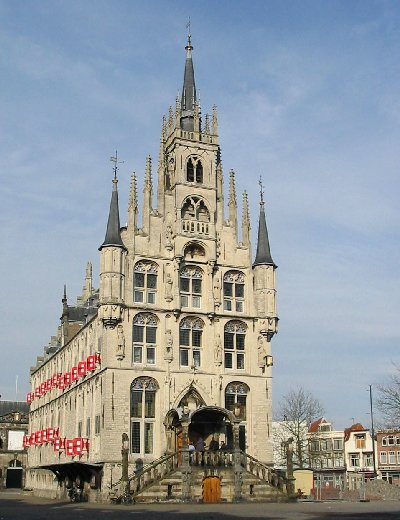
Tòa thị chính thế kỷ 15 của Gouda

Gouda [ɣʌuda]ⓘ (dân số 71.797 người trong năm 2004) là một thành phố và đô thị ở phía tây Hà Lan, trong tỉnh Zuid-Holland. Gouda, được công nhận thành phố năm 1272, nổi tiếng với pho mát Gouda và tòa thị chính thế kỷ 15.

## Thành phố kết nghĩa
- Gloucester, Anh, từ năm 1972
- Kongsberg, Na Uy, từ năm 1956
- Solingen, Đức, từ năm 1957